# Annie Ure
Annie Dunman Ure (nacida Hunt, 3 de enero de 1893 - 13 de julio de 1976) fue una arqueóloga inglesa, que de 1922 a 1976 fue la primera conservadora del Museo de Arqueología Griega de Ure. Ella y su marido Percy Ure llevaron a cabo importantes excavaciones en Ritsona en Beocia, Grecia, convirtiéndola en una de las primeras mujeres arqueólogas en dirigir una excavación en Grecia.

## Biografía
Annie Dunman Hunt nació en Worcester el 3 de enero de 1893, hija de George Henry Hunt, un relojero y joyero, y su esposa Elizabeth Ann. En su infancia, asistió a la Escuela Stoneycroft, un internado para niñas en Southport, y en 1911, Hunt fue aceptada en la Universidad de Reading como lectora de clásicos. Como Reading no tenía aún un estatuto universitario, recibió su bachiller universitario en letras en la Universidad de Londres en 1914.  Después de estar durante a Primera Guerra Mundial enseñando en el departamento de Clásicos de la universidad, se casó con su antiguo profesor Percy Ure en 1918, quien había pedido personalmente a Hunt que sustituyera a los miembros del personal que habían sido reclutados en la guerra.
En los años 1921 y 1922, los Ures excavaron en la aldea griega de Ritsona, Beocia, reanudando las excavaciones que habían sido iniciadas por Percy y Ronald M. Burrows entre 1905 y 1909. Se creía que el sitio correspondía a la antigua necrópolis de Micaleso, una ciudad mencionada en la Historia de la guerra del Peloponeso de Tucídides que había sufrido una masacre a manos de mercenarios tracios. Centradas principalmente en los entierros, las excavaciones produjeron una importante cantidad de cerámica beocia, que fueron importantes en su contribución a la clasificación y datación de la cerámica griega.  Percy y Annie fueron coautores de varios libros importantes sobre los hallazgos en Ritsona, y en 1922 fundaron el Museo de Arqueología Griega de Reading. Ure asumió un papel honorario como su primer conservador, posición que mantuvo hasta su muerte. Durante estos años viajó para estudiar e investigar en museos de toda Europa, y fue elegida como miembro correspondiente del Instituto Arqueológico Alemán. Annie también enseñó en la Abbey School de Reading  y en el Departamento de Clásicos de la Universidad de Reading.  Juntos, los Ure publicaron más de cincuenta artículos sobre la cerámica griega, hasta la muerte de Percy en 1950.
En 1954, Ure publicó un volumen escrito en colaboración junto con su difunto marido en la serie internacional Corpus Vasorum Antiquorum, que cubría aproximadamente la mitad de la actual colección del Museo de Ure. Esta monografía fue descrita como un «monumento a su exigente diligencia», y cubría «estilos y clases de cerámica griega menos conocidos, que rara vez se encuentran en las placas de otros fascículos», y «recibió una gran aclamación» en una reunión académica en Lyon en 1956.
Ure murió el 13 de julio de 1976, a la edad de 83 años, diez días después de recibir un Doctorado Honorario de la Universidad de Reading. Le sobrevivieron sus dos hijos, Bill y Jean.

## Publicaciones
- A. Ure. 1922 A Black-figure Fragment in the Dorset Museum, Journal of Hellenic Studies 42: 192-97.
- P. Ure and A. Ure. 1927. Sixth and Fifth Century Pottery from Rhitsona. Oxford University Press: Oxford.
- A. Ure. 1929 Boeotian geometricising vases. JHS 49: 160-171.
- P. Ure and A. Ure. 1954. Corpus Vasorum Antiquorum. Great Britain 12. Reading 1. Oxford University Press: Oxford.
- A. Ure. 1955 Krokotos and White Heron. Journal of Hellenic Studies 75: 90-103.
- A. Ure. 1955. Threshing-floor or Vineyard. Classical Quarterly n.s. 5: 225-30.
- A. Ure. 1958 The Argos Painter and the Painter of the Dancing Pan. American Journal of Archaeology 62: 389-95.
- A. Ure. 1962 Boetian pottery from the Athenian Agora. Hesperia 31: 369-77.